# Левчук Георгій Петрович
Георгій Петрович Левчук (нар. 6 жовтня 1934, Соловичі) — український скульптор; член Спілки радянських художників України з 1963 року.

## Біографія
Народився 6 жовтня 1934 року в селі Соловичах (нині Ковельський район Волинської області, Україна). З батьками пераїхав до Аргентини. 1956 року сім'я повернулася в
СРСР. 1960 року закінчив Дніпропетровське художнє училище, де навчався у Олени Бєляєвої, Олексія Жирадкова, Олександра Ситника.
Мешкає у місті Дніпрі в будинку на проспекті Івана Мазепи, № 1.

## Творчість
Працює в галузях станкової і монументальної скульптури. Серед робіт:
станкова скульптура
- «Вони не пройдуть!» (1960);
- «Кобзар» (1961; 1964);
- «Куба» (1963);
- «Колосок» (1973);
- «Шляхами батьків» (1978);
- «Хлібороби» (1984);
- «Перемога» (1984).

пам'ятники
- підпільниці Галині Романовій у Дніпродзержинську (1965, у співавторстві з Степаном Огієм[2]);
- віцеадміралу Володимиру Корнілову в Севастопольському парку Дніпра (1973, у співавторстві з Степаном Огієм)[3];
- Іллі Мечникову у Дніпропетровську (1982, у співавторстві з Степаном Огієм[2]);
- стела «Володимир Ленін» у Дніпропетровську (1967, у співавторстві з Степаном Огієм[4]);

меморіальні дошки
- Олесандру Пушкіну (1976, у співавторстві з Степаном Огієм[2]);
- розстріляним демонстрантам-залізничникам (1977, у співавторстві з Степаном Огієм[2]);
- Євгену Патону (1987).

Бере участь у всеукраїнських виставках з 1960 року.